# Gigi Fernández
Beatriz "Gigi" Fernández (San Juan, 1964. február 22. –) kétszeres olimpiai bajnok, egykori páros világelső, kétszeres év végi világbajnok Puerto Ricó-i születésű visszavonult amerikai teniszezőnő.
1983-tól 1997-ig tartó pályafutása során párosban tizenhét Grand Slam-tornán diadalmaskodott: kétszer győzött az Australian Openen, hat alkalommal a Roland Garroson, négyszer Wimbledonban és ötször a US Openen. Egyéniben két, párosban 69 WTA-tornagyőzelmet szerzett.
Párosban Mary Joe Fernández párjaként aranyérmes volt az 1992-es barcelonai és az 1996-os atlantai olimpiai játékokon.
2010-ben az International Tennis Hall of Fame (Teniszhírességek Csarnoka) tagjává választották.

## Grand Slam-győzelmek

### Páros
- Australian Open: 1993, 1994
- Roland Garros: 1991, 1992, 1993, 1994, 1995, 1997
- Wimbledon: 1992, 1993, 1994, 1997
- US Open: 1988, 1990, 1992, 1995, 1996